# تشي تشنغ
تشي تشنغ (بالإنجليزية: Chi Cheng)‏ هو موسيقي أمريكي، ولد في 15 يوليو 1970 في ستوكتون في الولايات المتحدة، وتوفي في 13 أبريل 2013 في ساكرامنتو في الولايات المتحدة بسبب قصور القلب.

## وصلات خارجية
- تشي تشنغ على موقع IMDb (الإنجليزية)
- تشي تشنغ على موقع ميوزك برينز (الإنجليزية)
- تشي تشنغ على موقع أول ميوزيك (الإنجليزية)
- تشي تشنغ على موقع ديسكوغز (الإنجليزية)
- تشي تشنغ على موقع قاعدة بيانات الفيلم (الإنجليزية)